# Ostenec Picassův
Ostenec Picassův Rhinecanthus aculeatus (Linnaeus, 1758) je ryba z čeledi ostencovití. Tento živočich s nezvyklým zjevem dorůstá délky až 30 cm. Obývá příbřežní laguny a útesy do hloubky nejčastěji 50 m.

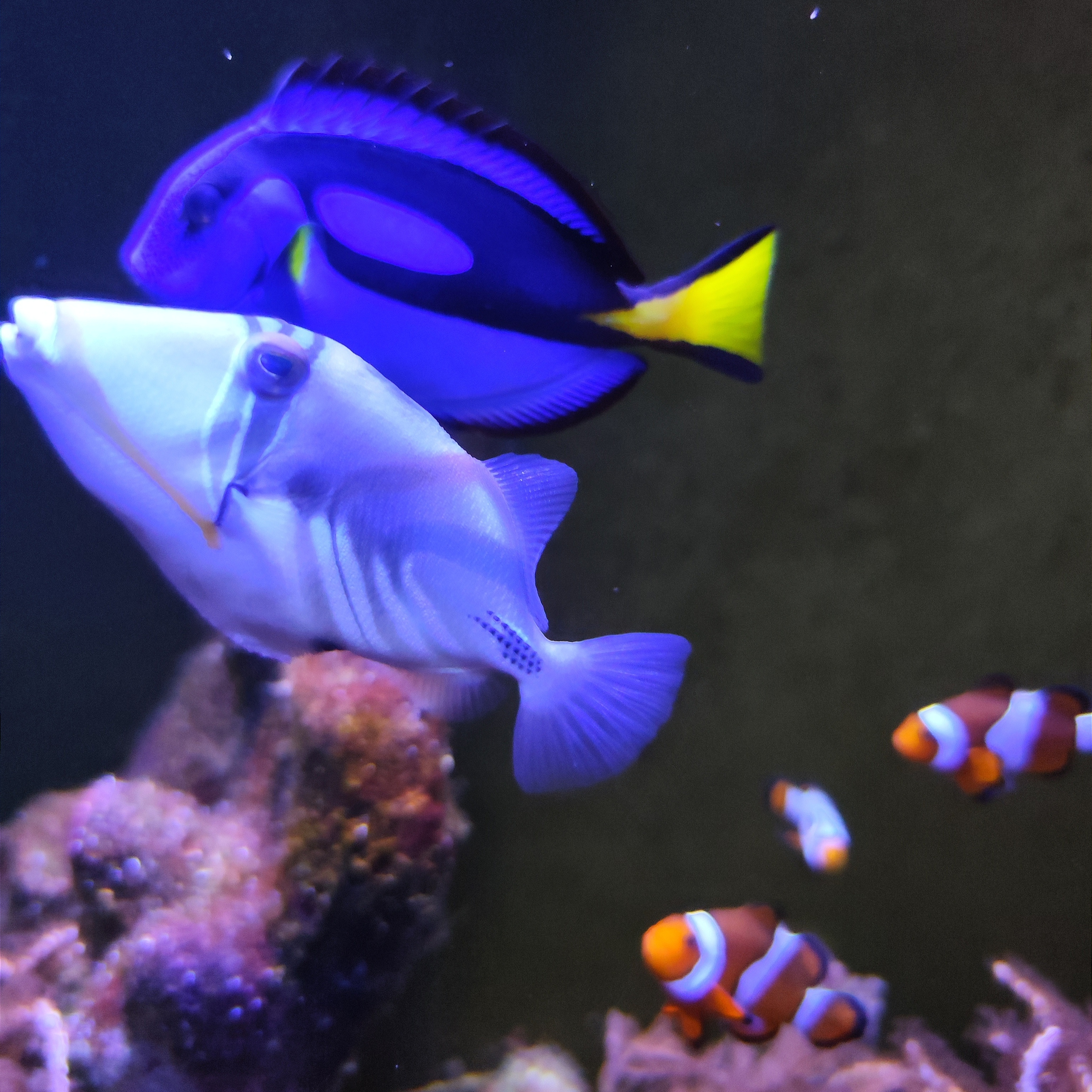
Mladý Ostenec Picassův ve společenském akváriu. Autor a vlastník fotografie a akvária Václav Husa

## Popis
Jedná se o pestře zbarvenou mořskou rybu, jejíž tělo je bílé s různými černými, šedými, modrými, fialovými, oranžovými a žlutými skvrnami a pruhy. Má zajímavý tvar těla, jehož na rybu velkou část tvoří hlava. Tato ryba je aktivní přes den, kdy plave okolo útesu a hledá si potravu. V noci se ukrývá do dutin ve skalách a útesech, kde zabořená ve štěrbinách kamenů spí, aby zůstala skrytá a nebyla vidět.

## Rozmnožování
Jako u většiny mořských ryb se u ostence nachází heterosexuální reprodukce, ve které existuje oddělené mužské a ženské pohlaví. Za pomocí samice jsou vytvořeny snůšky vajec. Jikry jsou následně externě oplodněny samčím rodičem. Hnízda staví samičí rodič, ve kterém jsou vajíčka oplodněna a opečovávána, až do samotného vylíhnutí.
Mladé menší ryby se zdržují na mělčinách v blízkosti kamenů nebo opuštěných větších schránek měkkýšů. Jak ryby rostou, postupně se přemisťují do větších hloubek, kde nacházejí útočiště a dostatek potravy mezi útesy a volnou vodou.

## Výskyt
Biotopem tohoto druhu je útesové moře a pobřežní oblasti.
Vyskytuje se v Indo-Pacifické oblasti. Najdeme ho v Rudém moři, při pobřeží východní Afriky, Havajských ostrovů, jižního Japonska a Nová Kaledonie.

## Potrava
Potravně se specializuje na živočichy se schránkami, různé měkkýše, které dokáže snadno rozdrtit svými mohutnými zuby, například kraby, krevety, langusty, červy, drobné ryby a různé mrtvé živočichy. Jedná se i o nekrofága.

## Význam
Jedná se o akvaristy oblíbenou ryby, která se častokrát stane nejvýznamnější rybou akvária.
Jedná se o inteligentní druh ryby, při vhodných podmínkách v akváriu ztratí plachost a naučí se přijímat potravu z ruky a nadšeně pozoruje majitele akvária přes sklo.
Vhodné jsou pro ni velké nádrže s prostorem pro plavání a s velkým množstvím úkrytů. Jedná se o dominantní a v některých případech i o agresivní rybu, je schopna přesouvat i předměty z místa na místo.
Plave po celém akváriu a může napadat všechny bezobratlé. které bude brát jako potravu, stejně tak jako výrazně menší, pomalejší a bezbranné ryby. Teoreticky může napadat i velké ryby, které bude brát jako konkurenci. Ostatních ryb si nevšímá.
Rozmnožování je velmi složité a v akváriích k němu nedochází.